# Saint-Mards-de-Blacarville
Saint-Mards-de-Blacarville é uma comuna francesa na região administrativa da Normandia, no departamento de Eure. Estende-se por uma área de 8,75 km². Em 2010 a comuna tinha 842 habitantes (densidade: 96,2 hab./km²).